# Ariogala
Ariogala är en ort i Litauen.   Den ligger i kommunen Raseiniai och länet Kaunas län, i den centrala delen av landet, 130 km nordväst om huvudstaden Vilnius. Ariogala ligger 94 meter över havet och antalet invånare är 3 653.
Terrängen runt Ariogala är platt. Runt Ariogala är det ganska glesbefolkat, med 29 invånare per kvadratkilometer. Ariogala är det största samhället i trakten. Trakten runt Ariogala består till största delen av jordbruksmark.